# Pseudoglobobulimina
Pseudoglobobulimina es un género de foraminífero bentónico de la familia Buliminidae, de la superfamilia Buliminoidea, del suborden Buliminina y del orden Buliminida. Su especie tipo es Bulimina pupoides. Su rango cronoestratigráfico abarca el Holoceno.

## Discusión
Clasificaciones previas incluían Pseudoglobobulimina en el suborden Rotaliina del orden Rotaliida.

## Clasificación
Pseudoglobobulimina incluye a la siguiente especie:
- Pseudoglobobulimina pupoides, también aceptado como Protoglobobulimina pupoides